# Xylethrus perlatus
Xylethrus perlatus är en spindelart som beskrevs av Simon 1895. Xylethrus perlatus ingår i släktet Xylethrus och familjen hjulspindlar. Inga underarter finns listade i Catalogue of Life.